# Akademie für tierärztliche Fortbildung
Die Akademie für tierärztliche Fortbildung (ATF) ist eine veterinärmedizinische Organisation in Deutschland. Sie ist die Fortbildungsorganisation der Bundestierärztekammer (BTK) für die postgraduale Fort- und Weiterbildung von Tierärzten und wurde 1974 gegründet. Dabei arbeitet sie mit der Deutschen Veterinärmedizinischen Gesellschaft, den Tierärztekammern und anderen Fachverbänden und -organisationen zusammen. Sie erteilt für jährlich etwa 4000 Fortbildungen eine ATF-Anerkennung, welche für die Erfüllung der Pflichtfortbildung notwendig ist.
Die ATF hatte 2014 etwa 3300 Mitglieder. Die Mitglieder verpflichten sich, jährlich deutlich mehr Fortbildungsstunden (40) als die von den Tierärztekammern vorgeschriebenen 20 zu absolvieren. Mitglieder können an den ATF-Fortbildungen mit reduzierter Gebühr teilnehmen und außerdem Kursunterlagen für nicht besuchte Fortbildungen anfordern.
Organe der ATF sind die Delegiertenversammlung der BTK, der ATF-Vorstand, die Mitgliederversammlung und der Beirat. Vorsitzender ist  Axel Wehrend. Die Mitgliederversammlung findet mindestens alle drei Jahre statt. Die Geschäftsstelle der ATF ist am Sitz der BTK in Berlin ansässig.